# Gala360
Gala360是一个关于全景图片与视频的聚合站，同时也提供多平台的app支持。包括但可能不限于Oculus Rift、Google Cardboard、Google Daydream、三星Gear VR及Microsoft HoloLens。

## 概述
Gala360成立于2016年，美国加州硅谷，为一个全景内容站点，主要由全景照片构成，之后上线了全景视频和虚拟旅行。除了网站内容展示外，也与各虚拟现实设备合作，如頭戴式顯示器的Oculus Rift或Google Daydream平台，以app方式提供内容展示。
全景内容来自用户投稿，及网站雇佣摄影师团队提供。
除了地球实景的全景内容，Gala360也接纳如火星全景照片，或是视频游戏，如《战神》产生的全景图。

## 支持平台
Gala360支持以下平台的app应用
- Oculus Rift[4]
- Oculus Go
- Google Cardboard
- Google Daydream
- 三星Gear VR
- Microsoft HoloLens[5]
- 小米VR

其网页版本也支持直接观看。对应中国大陆网络环境，其具有一个专门的cn版本 （页面存档备份，存于）。

## 评价
技术评论网站Digital Trends认为，Gala360与Google Earth VR、NASA及GoPro等应用一起构筑了VR体验虚拟旅游的app阵线。
教育技术公司EdSurge推荐Gala360作为值得在课堂上一试的Oculus Go应用。